# ピスハンド
ピスハンド (pisuhänd、「火花（滴）の尾」) またはトゥリヘンド (tulihänd、「火の尾」)とはバルト地方のエストニアの民話に登場する魔物で、家を富ませる妖精クラットの異称かほぼ同義語とされる。

## 名称
エストニアの家の精霊（「財宝運び」）はピスハンドやクラットと呼ぶが、クラット（kratt）の名称は、ポーランド語スクシャット（skrzat）などの借用で、後者はドイツ語シュラート（Schrat）に相当する。
英文の紹介では、ピスハンド（やスクラット）がドラゴンであると紹介されてはいるが、エストニアの民間伝承では、あくまで火性の体や火花の尾であることを強調す名称に過ぎなく、これは「火竜」を想起されるものの、「竜」や「飛竜/飛蛇」だと形容された例は無いと、専門の民族学者の研究では発表されている。
クラットの異称は30もあり、ピスハンドの他にもプーク（puuk）を挙げられる。このプークはスウェーデン語（puke）や低地ドイツ語（spōk, spūk、「亡霊」などの意）からの借用語とも考えられるが、エストニア語において「ダニ」「（血を）吸う者」の意味合いがあるという。

## 解説
ピスハンドは蛇の体に4本の脚が付いた、非常に小さなドラゴンである、とキャロル・ローズの事典に書かれるが、じっさいのエストニアの伝承では、火の尾や火花の尾が強調されるばかりで（それ以外の外見的描写はとぼしい）と民族学者は解説している。クラットは人型のこともあるが、中古品を寄せ集めた、四つ足や三つ足の怪物だったりもし、プークは蛇や鶏、哺乳類など様々な動物の姿で現れる。
ピスハンド/クラットは宝を持ってきて（場合によっては隣家から盗む場合も）くれるの「財宝運び」の存在である。
ドイツでも家蛇信仰がみられる。ドイツ北部の財宝を運ぶ家の精霊ドラク（低地ドイツ語: dråk）が火柱の如くな姿をすることはあり、名前からして竜（ドレイク）や火竜（ファイアー・ドレイク）と同等に扱われる。